# タスコラ郡 (ミシガン州)
座標: 北緯43度28分 西経83度27分 / 北緯43.467度 西経83.450度
タスコラ郡（英: Tuscola County）は、アメリカ合衆国ミシガン州ロウアー半島の東部、半島をミトンに譬えたときに親指に位置する郡である。2010年国勢調査での人口は55,729人であり、2000年の58,266人から4.4%減少した。郡庁所在地はケアロ市（人口4,229人）であり、同郡で人口最大の都市でもある。タスコラ郡は1840年4月1日にサニラック郡から分離して設立され、管理上の目的でサギノー郡に付設されていた。1850年3月2日、ミシガン州議会が郡住民に郡政府を組織することを認める法案を可決した。

## 歴史
「タスコラ」という郡名はヘンリー・スクールクラフトが作った新語である。ある学説では"dusinagon" (平坦) と "cola" (土地) を組み合わせたものであり、「平坦な土地」を意味している。
チッペワ族（オタワ族）の "dusinagon" あるいは "tessi-nagan" という言葉は平たい皿あるいは板を意味している。昔のチッペワ族は貝や木の皮を皿や板に使うことが多かった。チッペワ族の言葉で "essi" が貝であり、タスコラの語源である可能性がある。タスコラ、ヒューロン、サニラック各郡を含む「親指」地域は17世紀に「スケンチオー」（"Skenchioe"）と呼ばれており、オノンダガ語で平たいを意味する "uschwuntschios" と関連がある。「スケンチオー」はフォックス族の初期の地盤であり、「赤い狐」を意味すると言われている。18世紀のフランス人は「親指」地域を "Le Pays Plat" と呼び、「平たい国」を意味した。この名前が18世紀のイギリス人にも受け継がれ、 "Flat Country" と呼ばれていた。チッペワ族の言葉 "tessi-" は、棚、台、ベンチ、板を表すように使われている。アルゴンキン語の "tessi-aki" となると、「親指」地域全体を指し、平たい土地を意味した可能性がある。1819年のサギノー条約締結のとき、タスコラ地域のインディアン酋長はオタスソンだった。その名前は「小屋あるいは台のベンチ」を意味していると言われている。「親指」地域はカス川に沿った内陸に小山や丘陵のある台状地を形成している。タスコラ郡の郡庁所在地はケアロであり、これら大きな小山の上に位置している。ケアロはインディアンから「高い岸」と呼ばれていた。ケアロ周辺の土地で特に北と東は広く農作が行われている。ケアロはインディアンフィールズ郡区に入っており、インディアンの農園が多数あったことから名付けられた。

## 地理
アメリカ合衆国国勢調査局に拠れば、郡域全面積は913.82平方マイル (2,366.8 km2)であり、このうち陸地812.43平方マイル (2,104.2 km2)、水域は101.39平方マイル (262.6 km2)で水域率は11.10%である。
タスコラ郡はミトンの「親指」を構成する5郡の1つである。「親指」の他郡と同様に、デトロイトやフリント、サギノー各市のような大都市から季節によって観光客が訪れている。フリント/トリシティーズ地域に属してもいる。

### 主要高規格道路
- ミシガン州道15号線
- ミシガン州道24号線
- ミシガン州道25号線
- ミシガン州道46号線
- ミシガン州道81号線
- ミシガン州道138号線

### 隣接する郡
- ヒューロン郡 - 北
- サニラック郡 - 東
- サギノー郡 - 西
- ラピーア郡 - 南東
- ジェネシー郡 - 南西
- ベイ郡 - 西

## 人口動態
以下は2000年の国勢調査による人口統計データである。
| 基礎データ - 人口: 55,729人 - 世帯数: 21,590 世帯 - 家族数: 15,423 家族 - 人口密度: 27人/km2（69人/mi2） - 住居数: 24,451軒 - 住居密度: 12軒/km2（30軒/mi2） 人種別人口構成 - 白人: 94.3% - アフリカン・アメリカン: 1.1% - ネイティブ・アメリカン: 0.4% - アジア人: 0.3% - その他の人種: 0.1% - 混血: 1.0% - ヒスパニック・ラテン系: 2.8% | 年齢別人口構成 - 18歳未満: 23.5% - 18-24歳: 7.9% - 25-44歳: 23.0% - 45-64歳: 29.8% - 65歳以上: 15.8% - 年齢の中央値: 42歳 - 性比（女性100人あたり男性の人口） - 総人口: 100.6 - 18歳以上: 98.6 世帯と家族（対世帯数） - 18歳未満の子供がいる: 30.9% - 結婚・同居している夫婦: 56.5% - 未婚・離婚・死別女性が世帯主: 9.9% - 非家族世帯: 28.6% - 単身世帯: 24.0% - 平均構成人数 - 世帯: 2.52人 - 家族: 2.97人 | 収入と家計 - 収入の中央値 - 世帯: 40,839米ドル - 家族: 49,274米ドル - 性別 - 男性: 28,288米ドル - 女性: 15,314米ドル - 人口1人あたり収入: 19,470米ドル - 貧困線以下 - 対人口: 17.2% - 対家族数: 1.7% - 18歳未満: 23.0% - 65歳以上: 11.0% |

## 郡政府
郡政府は郡監獄の運営、地方道の維持、地方裁判所の運営、権利譲渡と抵当権設定記録など重要記録の維持、公衆衛生規制の管理、福祉など社会サービスの項目で州の施策への参加を行う。郡政委員会は予算を管理するが、法や条例を作るのは限定付き権限である。ミシガン州では、警察と消防、建設と区画割、税評価、街路維持など地方政府の大半機能は個々の都市と郡区の責任である。

## 郡区
タスコラ郡は下記23の郡区に分割されている。
チャーター郡区